# Ford Kent
Ford Kent — двигатель внутреннего сгорания производства Ford of Europe. Впервые был представлен в 1959 году на Ford Anglia. Kent является рядным четырёхцилиндровым двигателем с газораспределительным механизмом и чугунной головкой блока цилиндров.
В семейство Kent входят следующие двигатели: pre-Crossflow, Crossflow и Valencia. Название Kent двигатель получил в честь английского графства Кент, где проживал Алан Вортерс, исполнительный инженер Ford.
Появление двигателя Duratec-E в моторной гамме Fiesta пятого поколения в 2002 году ознаменовало прекращение применения двигателя Kent в серийных автомобилях после 44-летней карьеры, хотя производный Valencia оставался в ограниченном производстве в Бразилии в качестве двигателя промышленного назначения на заводе Ford Power Products под индексами VSG-411 и VSG-413. С 2010 года он активно производится на заводах США и ввиду популярности в автоспорте устанавливается на гоночные автомобили Ford.

## Pre-Crossflow
- Объём: 1,0—1,5 л (996,7—1498 см3)[4]
- Мощность: 29 кВт (39 л. с.) при 5000 об/мин
- Диаметр цилиндра: 65—80,96 мм
- Ход поршня: 48,41—72,75 мм

## Crossflow

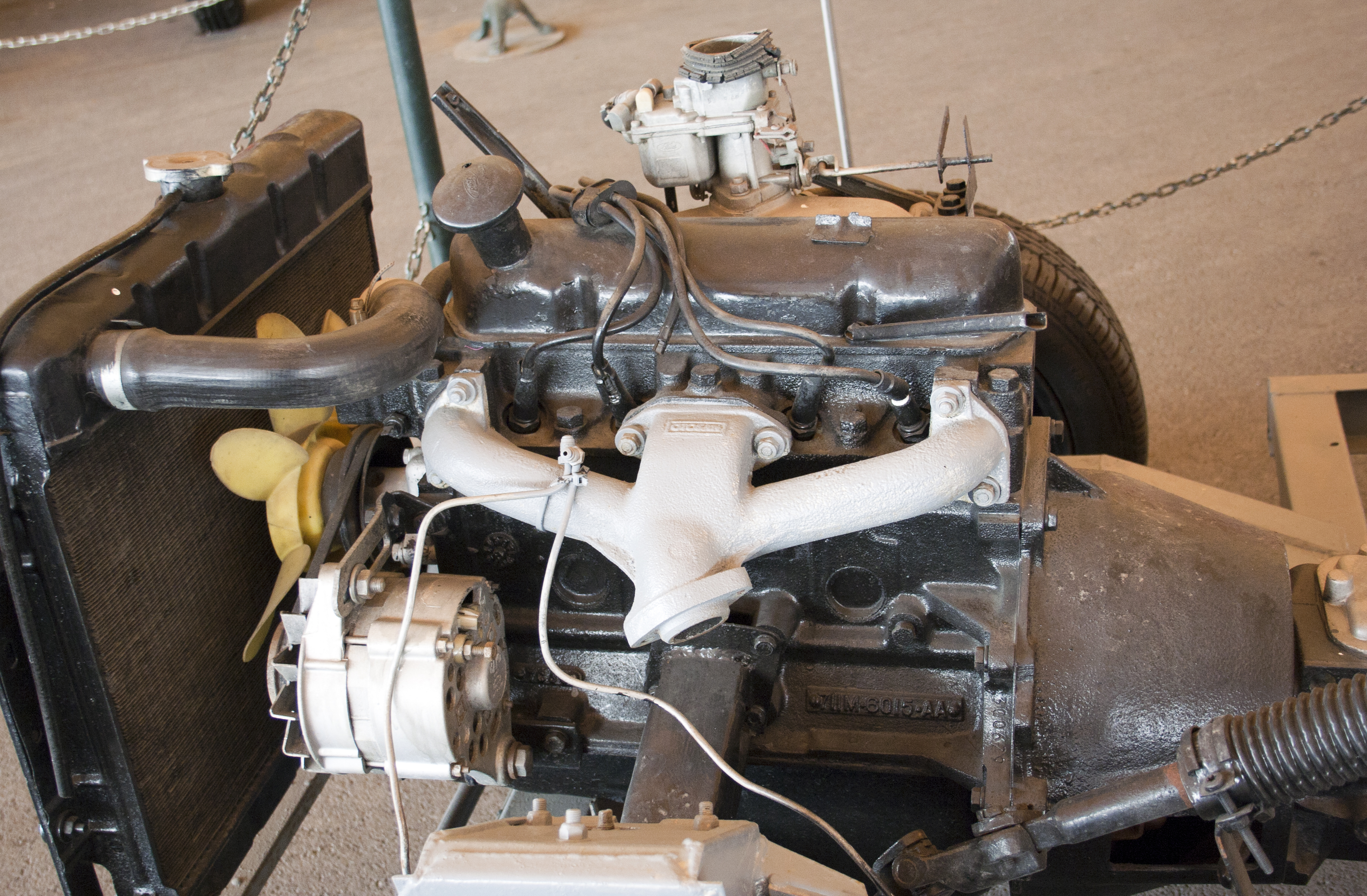
1,3-литровый двигатель Crossflow

- Объём: 1,1—1,6 л (1098—1599 см3)[5]
- Мощность: 47 кВт (63 л. с.)

## Valencia

### Original Valencia (1976—1988)

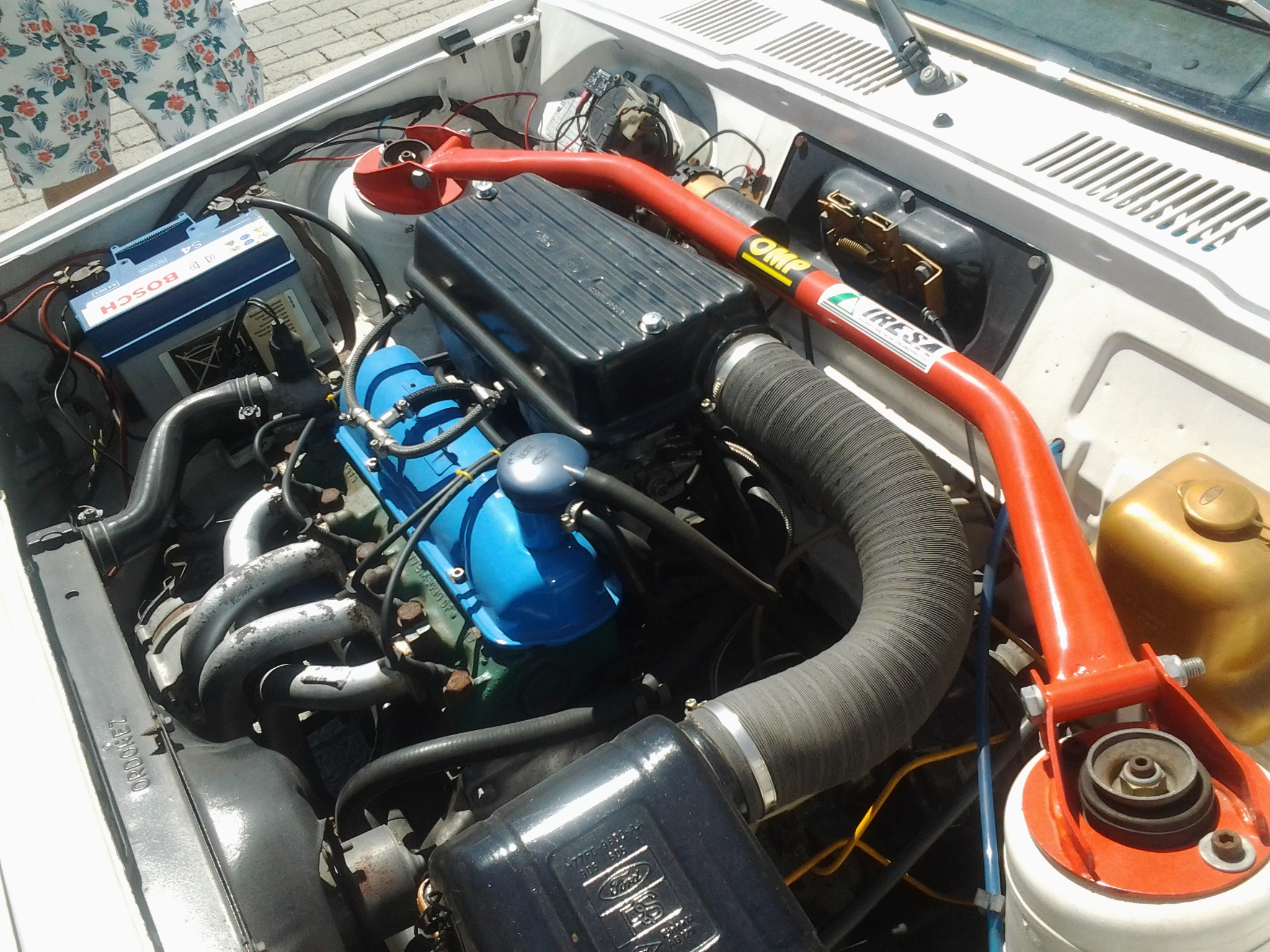
Valencia 1100

- Объём: 1,0—1,6 л (957—1599 см3)[6]
- Диаметр цилиндра: 74 мм

### HCS (1988—1996)

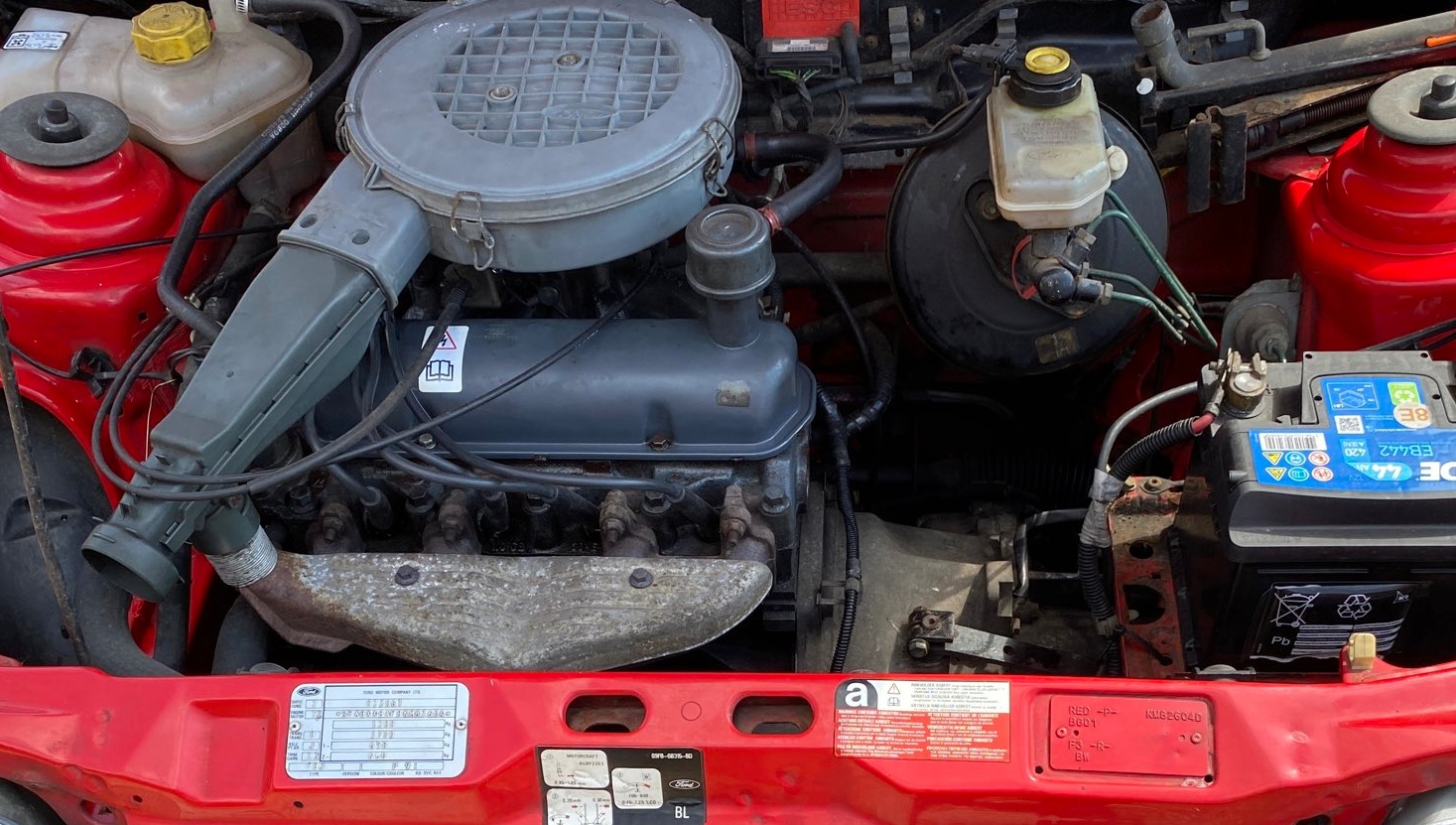
Двигатель Valencia-HCS

- Объём: 1,0—1,3 л (957—1297 см3)

### Endura-E (1995—2002)

#### 998 см3
- Мощность — 53 л. с. (5250 об/мин)
- Крутящий момент — 77,2 Н·м (4000 об/мин)
- Диаметр цилиндра — 68,68 мм
- Ход поршня — 67,40 мм
- Красная зона — 5450 об/мин
- Ограничение оборотов — 5675 об/мин
- Степень сжатия — 9,2:1

#### 1297 см3
- Выходная мощность — 60 л. с. (5000 об/мин)
- Крутящий момент — 104,0 Н·м (3500 об/мин)
- Диаметр отверстия — 73,94 мм
- Ход поршня — 75,5 мм
- Красная линия — 5450 об/мин
- Ограничение оборотов — 5675 об/мин
- Степень сжатия — 8,8:1